# Mee (Batee)
Mee is een bestuurslaag in het regentschap Pidie van de provincie Atjeh, Indonesië. Mee telt 610 inwoners (volkstelling 2010).